# Ahmed Fatihi
Ahmed Fatihi (ur. 2 października 1979) – marokański piłkarz, grający na pozycji napastnika.

## Kariera klubowa
Przez całą karierę związany był z Hassanią Agadir. W tym zespole zadebiutował 20 sierpnia 2011 roku w meczu przeciwko Maghrebowi Fez, przegranym 2:0. Zagrał cały mecz. Pierwszego gola strzelił 25 grudnia 2011 roku w meczu przeciwko Wydadowi Casablanca, wygranym 1:0. Do siatki trafił w 19. minucie. W swoim pierwszym sezonie zagrał 10 meczów i strzelił gola.
Pierwszą asystę zaliczył 16 grudnia 2012 roku w meczu przeciwko Olympique Khouribga, zremisowanym 1:1. Asystował przy golu w 90. minucie. W sezonie 2012/13 zagrał 29 meczów, strzelił 6 goli i miał asystę.
W kolejnym sezonie zagrał 13 meczów.
W sezonie 2014/15 wystąpił w 19 spotkaniach, strzelił dwa gole i do tego dołożył trzy asysty.
W sezonie 2015/16 zagrał 3 mecze i strzelił gola.
Łącznie zagrał 74 mecze, strzelił 10 bramek i czterokrotnie asystował.
1 lipca 2016 roku zakończył karierę.